# 25250 Jonnapeterson
25250 Jonnapeterson este o planetă minoră (asteroid), cu un diametru de 2,84 km, din centura de asteroizi. A fost descoperită pe 17 octombrie 1998 la Stația Anderson Mesa de Lowell Observatory Near-Earth-Object Search. 
Obiectul prezintă o orbită caracterizată de o semiaxă mare de 2,5607744 UAi, o excentricitate de 0,22, o înclinație de 7,79811 ° în raport cu ecliptica.